# Kamarina, Sicilija
Kamarina (grško: Καμάρινα, latinsko, italijansko in sicilijansko: Camarina) je bilo antično mesto na južni obali Sicilije v južni Italiji. Ruševine najdišča in arheološki muzej so južno od sodobnega mesta Scoglitti, frazione občine Vittoria v pokrajini Ragusa.

## Zgodovina
Ustanovile so ga Sirakuze leta 599 pred našim štetjem, vendar ga je matično mesto uničilo leta 552 pred našim štetjem.
Geloanci so mesto na novo ustanovili leta 461 pred našim štetjem, pod olimpijskim kočijažem Psaumisom iz Camarine. Zdi se, da je bil na splošno sovražen do Sirakuz, toda čeprav je bil zaveznik Aten leta 427 pr. n. št., je Sirakuzam nekaj pomagal v letih 415–413 pr. n. št. Kartažani so ga uničili leta 405 pred našim štetjem, Timoleon ga je obnovil leta 339 pr. n. št., po opustitvi z Dionizijevim ukazom leta 258 pr. n. št. pa je padel v roke Rimljanov.
Njegovo popolno uničenje je iz leta 853 n. št. Antično mesto je izginjalo med hitro spreminjajočimi se peščenimi griči, pomanjkanje kamna v soseščini pa je povzročilo, da so njegove zgradbe uporabljali kot kamnolom tudi prebivalci Gele, tako da zdaj ni ničesar vidnega nad tlemi, le majhen del obzidja Ateninega templja in nekaj temeljev hiš; deli mestnega obzidja so bili izkopani, nekropola je bila natančno raziskana.

## Demokracija v Kamarini
Ko so Geloanci leta 461 ponovno ustanovili mesto, se zdi, da so to storili z demokratično ustavo (skupaj s splošnejšo institucijo demokracij po skupni resoluciji: Diod. 11.68.5). Leta 415 je Tukidid opisal javni sestanek (sillogos: 6.75-88), na katerem se je mesto odločilo za nevtralnost (čeprav je pozneje glasovalo za razveljavitev te odločitve: 7.33.1, 7.58.1).
Serija več kot 140 svinčenih plošč, odkritih okoli Ateninega templja in na njih zapisanih informacij o državljanih, je nekaterim nakazala, da je Kamarina uporabila dodelitev za izbiro porotnikov in mestnih uradnikov (kot so to storile Atene in druge demokratične mestne države). Te pa so se morda imeli na kakšen drug način, na primer kot register državljanov za vojaške namene.

## Močvirje
Tik preden so Kartažani v 5. stoletju pred našim štetjem uničili Kamarino, je Kamarince prizadela skrivnostna bolezen. Močvirje Kamarina je mesto zaščitilo pred sovražnimi sosedi na severu. Sumili so, da je močvirje vir nenavadne bolezni in ideja o izsušitvi močvirja, da bi končali epidemijo, je postala priljubljena. Posvetovali so se z mestnim preročiščem. Orakelj je voditeljem svetoval, naj ne izsušijo močvirja in namigoval, da bo kuga sčasoma minila. Toda nezadovoljstvo je bilo zelo razširjeno in voditelji so se odločili, da močvirje izsušijo v nasprotju z nasvetom oraklja. Ko se je posušilo, kartažanske vojske ni nič več oviralo pri napredovanju. Odkorakali so čez novo izsušeno barje in mesto uničili ter pobili vse do zadnjega prebivalca.
Zgodbo o močvirju pripoveduje rimski geograf Strabon, Carl Sagan pa ponovi v knjigi Pale Blue Dot (Bledo modra pika: Vizija človeške prihodnosti v vesolju). Zgodbo o mestu slednji avtor pripoveduje kot lekcijo: dejanje, ki ga vodi strah in nevednost, pogosto okrepi težave, ki jih želi izboljšati.

## Ostanki
Ostankov je malo. Vključujejo arhaične grobnice (7. stoletje pred našim štetjem) in ruševine Ateninega templja. V bližini so grobnice nekropole iz 5. do 4. stoletja pred našim štetjem. Del ostankov je danes v arheološkem muzeju v Sirakuzah. Arheološki park vključuje ostanke Hamman qbel Jamaa - javnih kopališč, ki so se uporabljala pred vstopom v mošejo, ene od le dveh znanih na otoku.

## Galerija
- Hiša oltar
- Del zidu Ateninega templja
- Ruševine Ateninega templja
- Agora